# Формула

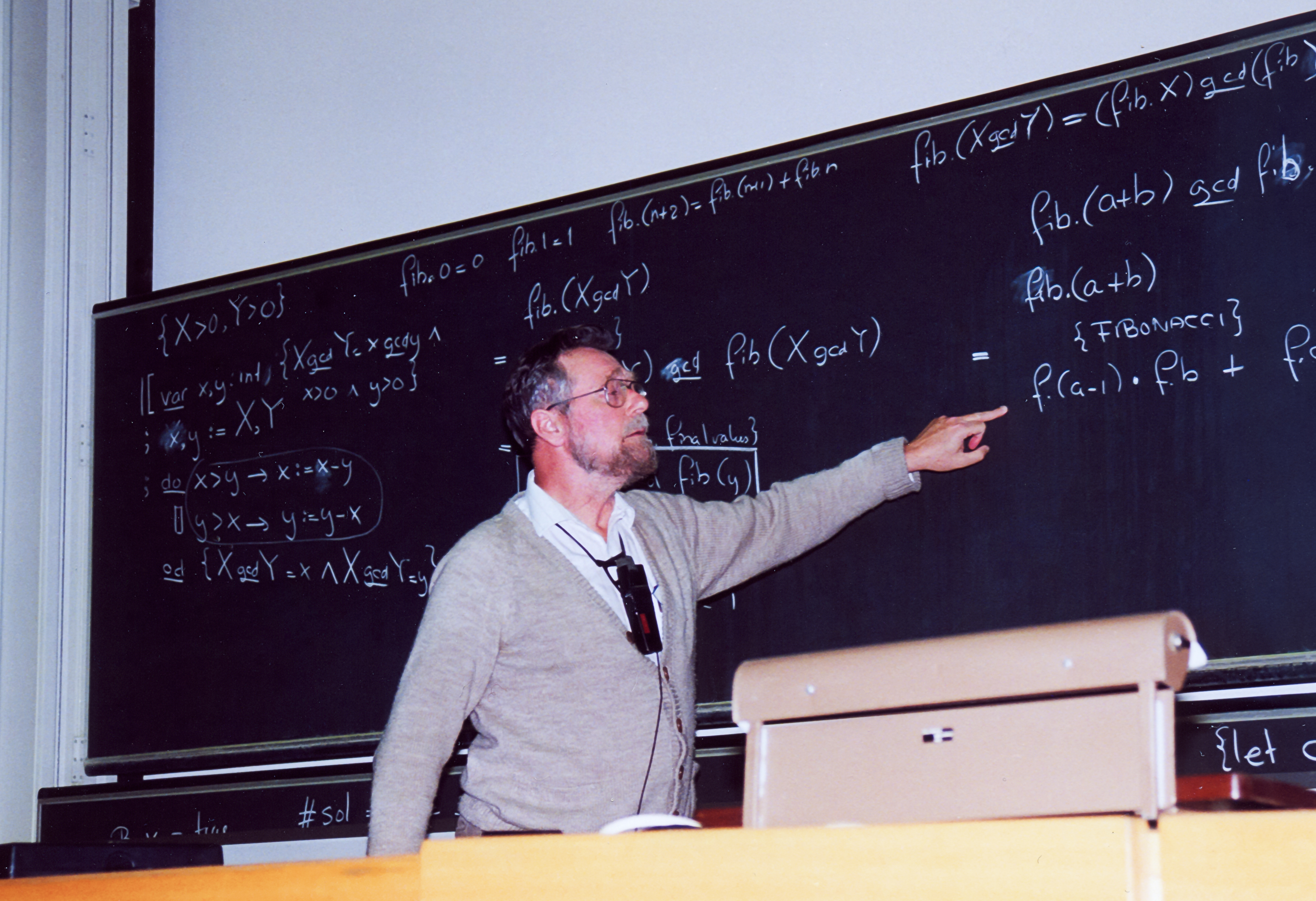
Одна з найвпливовіших постатей покоління засновників інформатики, Едсгер Дейкстра за дошкою під час конференції в федеральній вищій технічній школі Цюриха у 1994 році. За словами самого Дейкстри, «Зображення варте тисячі слів, а формула — тисячі зображень».

Фо́рмула (лат. formula, зменшене від forma — «форма», «правило») — у математиці та інших науках — коротка форма символічного запису інформації (як у математиці чи хімії), або загальне відношення між величинами.
В англійській мові існує дві форми множини слова formula: англ. formulas, що відповідає загальним правилам утворення множини іменників та англ. formulae, яка виникла під впливом наукової латини та зберігає оригінальну форму.

## В математиці
У математиці формула зазвичай позначає рівняння або нерівність, що зв'язує один математичний вираз з іншим, причому найважливі серед них є математичними теоремами. Наприклад, визначення об'єму сфери вимагає значного обсягу інтегральних обчислень або їх геометричного аналога, методу вичерпання. Водночас, виконавши цей розрахунок один раз для деякого параметра (наприклад, радіуса), математики вивели формулу для обчислення об'єму сфери за її радіусом:
{\displaystyle V={\frac {4}{3}}\pi r^{3}.}
Отримавши цей результат, можна обчислити об'єм будь-якої сфери, якщо відомий її радіус. Зверніть увагу, що об'єм V і радіус r виражені окремими літерами замість слів або фраз. Ця конвенція, хоч і менш важлива для відносно простих формул, означає, що математики можуть швидше маніпулювати більшими та складнішими формулами. Математичні формули часто є алгебраїчними, аналітичними або мають замкнену форму.
У загальному контексті формули часто представляють математичні моделі явищ реального світу і як такі можуть використовуватися для надання розв'язків (або приблизних розв'язків) задач реального світу; деякі з яких є більш загальними, ніж інші. Наприклад, формула
{\displaystyle F=ma}
є вираженням другого закону Ньютона і може бути застосована до широкого діапазону фізичних явищ. Інші формули, такі як використання рівняння синусоїди для моделювання руху припливів у затоці, можуть бути створені для вирішення конкретної проблеми. Однак у всіх випадках формули є основою для розрахунків.
Вирази відрізняються від формул у тому сенсі, що вони зазвичай не містять таких відношень як рівність (=) або нерівність (<). Вирази позначають математичний об'єкт, а формули — твердження про математичні об'єкти. Це аналогічно природній мові, де іменникове словосполучення відноситься до об'єкта, а ціле речення відноситься до факту. Наприклад, {\displaystyle 8x-5} є виразом, тоді як {\displaystyle 8x-5\geqslant 3} є формулою.
Однак у деяких розділах математики, зокрема в комп'ютерній алгебрі, формули розглядаються як вирази, які можуть бути оцінені як істинні або хибні, залежно від значень, наданих змінним, що зустрічаються у виразах. Наприклад, {\displaystyle 8x-5\geqslant 3} приймає значення хибне якщо x має значення менше 1, і значення істинне в іншому випадку (див. булевий вираз).

### У математичній логіці
У математичній логіці формула (яку часто називають правильно утвореною формулою) — це сутність, побудована з використанням символів і правил формування даної формальної мови. Наприклад, у логіці першого порядку,
{\displaystyle \forall x\forall y(P(f(x))\rightarrow \neg (P(x)\rightarrow Q(f(y),x,z)))}
є формулою за умови, що {\displaystyle f} — символ унарної функції, {\displaystyle P} — унарний предикатний символ і {\displaystyle Q} — тернарний предикатний символ.

## Хімічні формули
У сучасній хімії, хімічна формула — це спосіб вираження інформації про співвідношення атомів, які складають певну хімічну сполуку, за допомогою одного рядка символів хімічних елементів, чисел, а іноді й інших символів, таких як круглі дужки та знаки плюс (+) і мінус (−). Наприклад, H2O — це хімічна формула води, яка вказує, що кожна молекула складається з двох атомів водню (H) і одного атома кисню (O). Аналогічно, O−3 позначає молекулу озону, що складається з трьох атомів кисню і сумарного негативного заряду.
- емпірична формула C2H5
- молекулярна формула C4H10 і
- згорнута формула (або напівструктурна формула) CH3CH2CH2CH3.

Хімічна формула ідентифікує кожен складовий елемент за його хімічним знаком і вказує пропорційну кількість атомів кожного елемента.
У емпіричних формулах ці співвідношення починаються з ключового елемента, а потім присвоюють числа атомів інших елементів у сполуці — як відношення до ключового елемента. Для молекулярних сполук ці числа співвідношення завжди можна виразити цілими числами. Наприклад, емпіричну формулу етанолу можна записати як C2H6O, оскільки всі молекули етанолу містять два атоми вуглецю, шість атомів водню та один атом кисню. Однак деякі типи іонних сполук неможливо записати як емпіричні формули, які містять лише цілі числа. Прикладом є карбід бору, формула CBn якого містить змінне неціле число n, яке може приймати значення від 4 до більш ніж 6.5.
Коли хімічна сполука формули складається з простих молекул, хімічні формули часто використовують методи, які дають підказки про структуру молекул. Існує декілька типів таких формул, включаючи молекулярні та структурні формули. Молекулярна формула перераховує кількість атомів, щоб відобразити їх в молекулі, наприклад, молекулярна формула глюкози — C6H12O6, в той час, як емпірична формула глюкози — CH2O. За винятком дуже простих речовин, молекулярні хімічні формули зазвичай не мають необхідної структурної інформації, а іноді навіть можуть бути неоднозначними.
Структурна формула — це зображення, яке показує розташування кожного атома та його зв'язок з іншими атомами.

## В обчислювальній техніці
В обчислювальній техніці формула зазвичай описує обчислення, наприклад додавання, яке потрібно виконати над однією або декількома змінними. Формула часто неявно надається у формі інструкції для комп'ютера, наприклад
Градуси Цельсія = (5/9)*(Градуси Фаренгейта  — 32)
У комп'ютерному програмному забезпеченні електронних таблиць формулу, яка вказує, як обчислити значення комірки, скажімо A3, можна записати як
=A1+A2
де A1 і A2 посилаються на інші комірки (стовпець A, рядок 1 або 2) у електронній таблиці. Це скорочення «паперової» форми A3 = A1+A2, де A3 за домовленістю опущено, оскільки результат завжди зберігається в самій комірці, що робить назву зайвою.

## Одиниці вимірювання
Формули, які використовуються в науці, майже завжди вимагають вибору одиниць вимірювання. Формули використовуються для вираження зв'язків між різними величинами, такими як температура, маса чи заряд у фізиці; пропозиція, прибуток або попит в економіці; або широкий діапазон інших величин в інших дисциплінах.
Прикладом формули, яка використовується в науці, є формула ентропії Больцмана. У статистичній термодинаміці це ймовірнісне рівняння, що зв'язує ентропію S ідеального газу з величиною W, яка є кількістю мікростанів, що відповідають даному макростану:
{\displaystyle S=k\cdot \ln W}
де k — стала Больцмана, що дорівнює {\displaystyle 1,380649\times 10^{-23}J\cdot {K^{-1}}}, а W — кількість мікростанів, що відповідають даному макростану.